# Jaime Moreno (nikaraguański piłkarz)
Jaime José Moreno Ciorciari (ur. 30 marca 1995 w Puerto la Cruz) – nikaraguański piłkarz pochodzenia wenezuelskiego i włoskiego występujący na pozycji napastnika, reprezentant Nikaragui, od 2025 roku zawodnik indonezyjskiego Barito Putera.
Jego ojciec jest Nikaraguańczykiem, a matka Wenezuelką pochodzenia włoskiego.